# Nuno da Silva Araújo Simões
Nuno da Silva Araújo Simões é um arquiteto português.

## Biografia
Destaca-se entre os seus projetos arquitetónicos, o seguinte: 
- Conjunto habitacional na Rua Professor Queiroz Veloso n.º 2 a 38 projecto conjunto com Duarte Nuno Simões, Maria do Rosário Venade, Maria Teresa Madeira da Silva e Sérgio Almeida Rebelo - Prémio Valmor, 1989.[1]